# Walens z Jerozolimy
Walens z Jerozolimy – dwudziesty ósmy biskup Jerozolimy.